# Quilodòntids
Els quilodòntids (Chilodontidae) són una família de peixos teleostis d'aigua dolça i de l'ordre dels caraciformes.

## Distribució geogràfica
Es troba a l'est dels Andes sud-americans, incloent-hi les conques dels rius Orinoco i Amazones, els rius de les Guaianes i la conca del riu Paraíba (nord-est del Brasil). Algunes espècies del gènere Chilodus són exportades per al comerç de peixos d'aquari.

## Gèneres i espècies
- Caenotropus (Günther, 1864)[3]
  - Caenotropus labyrinthicus (Kner, 1858)
  - Caenotropus maculosus (Eigenmann, 1912)
  - Caenotropus mestomorgmatos (Vari, Castro & Raredon, 1995)
  - Caenotropus schizodon (Scharcansky & de Lucena, 2007)
- Chilodus (Müller & Troschel, 1844)[4]
  - Chilodus fritillus (Vari & Ortega, 1997)
  - Chilodus gracilis (Isbrücker & Nijssen, 1988)
  - Chilodus punctatus (Müller & Troschel, 1844)
  - Chilodus zunevei (Puyo, 1946)[5][6][7][8][9]